# Tour de l'île de Chongming 2023
La 14e édition du Tour de l'île de Chongming a lieu du 12 au 14 octobre 2023. Elle fait partie de l'UCI World Tour féminin. 
Toutes les étapes sont plates et se concluent au sprint.  Mylène de Zoete gagne la première étape, Hanna Tserakh la seconde et Chiara Consonni la troisième. Chacune prend la tête du classement après leur victoire. Consonni gagne l'épreuve devant de Zoete et Daria Pikulik. Elle gagne également le classement par points. Hanna Tserakh remporte le classement de la montagne, Xin Tang est la meilleure jeune.

## Équipes
| UCI Women's WorldTeams (7)- FDJ-Suez - Human Powered Health - Israel-Premier Tech Roland - Liv Racing TeqFind - Team Jayco AlUla - UAE Team ADQ - Uno-X Pro Cycling Team Équipes féminines continentales (9)- Ara-Skip Capital - Ceratizit-WNT Pro Cycling - Coop-Hitec Products - China Liv Pro Cycling - Duolar-Chevalmeire - Hebei Women Continental Team - Li Ning Star Ladies - Team Dukla Praha Women - Tashkent City Women Professional Cycling Team Équipes nationales (2)- Chine - Hong Kong |
| |

## Étapes
| Étape     | Date    | Villes étapes         | type            | Distance (km) | Vainqueur d'étape | Leader du classement général |
| --------- | ------- | --------------------- | --------------- | ------------- | ----------------- | ---------------------------- |
| 1re étape | 12 oct. | Chongming – Chongming | étape de plaine | 108,9         | Mylène de Zoete   | Mylène de Zoete              |
| 2e étape  | 13 oct. | Chongming – Chongming | étape de plaine | 128,6         | Hanna Tserakh     | Hanna Tserakh                |
| 3e étape  | 14 oct. | Chongming – Chongming | étape de plaine | 112,3         | Chiara Consonni   | Chiara Consonni              |

## Déroulement de la course

### 1reétape
Un trio avec Thi That Nguyen, Georgia Whitehouse et Jarmila Machačová sort après le premier prix des monts, mais est repris avant le premier sprint intermédiaire. À cinquante-quatre kilomètres de l'arrivée, Nicole Hartychová,  Tiril Jørgensen et Talsa Naskovich sortent. Elles obtiennent près de deux minutes d'avance. Tang Xin et Lu Siying partent en poursuite et opèrent la jonction. Un regroupement général a lieu à dix-neuf kilomètres de la ligne. L'étape se conclut au sprint, Mylene de Zoete doit mener Martina Fidanza, mais est surprise par la proximité de la ligne d'arrivée. Elle s'impose donc.
| \| Classement de l'étape \| Classement de l'étape \| Classement de l'étape \| Classement de l'étape \| Classement de l'étape \| \| Coureur \| Coureur \| Pays \| Équipe \| Temps \| \| --------------------- \| --------------------- \| --------------------- \| -------------------------- \| --------------------- \| \| 1re \| Mylène de Zoete \| Pays-Bas \| Ceratizit-WNT Pro Cycling \| 2 h 34 min 47 s \| \| 2e \| Georgia Baker \| Australie \| Team Jayco AlUla \| + 0 s \| \| 3e \| Daria Pikulik \| Pologne \| Human Powered Health \| + 0 s \| \| 4e \| Chiara Consonni \| Italie \| UAE Team ADQ \| + 0 s \| \| 5e \| Martina Fidanza \| Italie \| Ceratizit-WNT Pro Cycling \| + 0 s \| \| 6e \| Luyao Zeng \| Chine \| Chine \| + 0 s \| \| 7e \| Rachele Barbieri \| Italie \| Liv Racing TeqFind \| + 0 s \| \| 8e \| Mia Griffin \| Irlande \| Israel-Premier Tech Roland \| + 0 s \| \| 9e \| Georgia Danford \| Australie \| Coop-Hitec Products \| + 0 s \| \| 10e \| Maggie Coles-Lyster \| Canada \| Israel-Premier Tech Roland \| + 0 s \| |                     |           |                            |                 |
| |                     |           |                            |                 |
| |                     |           |                            |                 |
| Classement de l'étape |                     |           |                            |                 |
| Coureur | Coureur             | Pays      | Équipe                     | Temps           |
| 1re | Mylène de Zoete     | Pays-Bas  | Ceratizit-WNT Pro Cycling  | 2 h 34 min 47 s |
| 2e | Georgia Baker       | Australie | Team Jayco AlUla           | + 0 s           |
| 3e | Daria Pikulik       | Pologne   | Human Powered Health       | + 0 s           |
| 4e | Chiara Consonni     | Italie    | UAE Team ADQ               | + 0 s           |
| 5e | Martina Fidanza     | Italie    | Ceratizit-WNT Pro Cycling  | + 0 s           |
| 6e | Luyao Zeng          | Chine     | Chine                      | + 0 s           |
| 7e | Rachele Barbieri    | Italie    | Liv Racing TeqFind         | + 0 s           |
| 8e | Mia Griffin         | Irlande   | Israel-Premier Tech Roland | + 0 s           |
| 9e | Georgia Danford     | Australie | Coop-Hitec Products        | + 0 s           |
| 10e | Maggie Coles-Lyster | Canada    | Israel-Premier Tech Roland | + 0 s           |

| \| Classement général \| Classement général \| Classement général \| Classement général \| Classement général \| \| Coureur \| Coureur \| Pays \| Équipe \| Temps \| \| ------------------ \| ------------------ \| ------------------ \| ------------------------- \| ------------------ \| \| 1re \| Mylène de Zoete \| Pays-Bas \| Ceratizit-WNT Pro Cycling \| 2 h 34 min 37 s \| \| 2e \| Georgia Baker \| Australie \| Team Jayco AlUla \| + 4 s \| \| 3e \| Daria Pikulik \| Pologne \| Human Powered Health \| + 6 s \| \| 4e \| Chiara Consonni \| Italie \| UAE Team ADQ \| + 7 s \| \| 5e \| Xin Tang \| Chine \| Chine \| + 7 s \| \| 6e \| Vittoria Guazzini \| Italie \| FDJ-Suez \| + 8 s \| \| 7e \| Taisa Naskovich \| Bannière neutre \| Li Ning Star Ladies \| + 8 s \| \| 8e \| Hanna Tserakh \| Bannière neutre \| Li Ning Star Ladies \| + 9 s \| \| 9e \| Tiril Jørgensen \| Norvège \| Coop-Hitec Products \| + 9 s \| \| 10e \| Martina Fidanza \| Italie \| Ceratizit-WNT Pro Cycling \| + 10 s \| |                   |                 |                           |                 |
| |                   |                 |                           |                 |
| |                   |                 |                           |                 |
| Classement général |                   |                 |                           |                 |
| Coureur | Coureur           | Pays            | Équipe                    | Temps           |
| 1re | Mylène de Zoete   | Pays-Bas        | Ceratizit-WNT Pro Cycling | 2 h 34 min 37 s |
| 2e | Georgia Baker     | Australie       | Team Jayco AlUla          | + 4 s           |
| 3e | Daria Pikulik     | Pologne         | Human Powered Health      | + 6 s           |
| 4e | Chiara Consonni   | Italie          | UAE Team ADQ              | + 7 s           |
| 5e | Xin Tang          | Chine           | Chine                     | + 7 s           |
| 6e | Vittoria Guazzini | Italie          | FDJ-Suez                  | + 8 s           |
| 7e | Taisa Naskovich   | Bannière neutre | Li Ning Star Ladies       | + 8 s           |
| 8e | Hanna Tserakh     | Bannière neutre | Li Ning Star Ladies       | + 9 s           |
| 9e | Tiril Jørgensen   | Norvège         | Coop-Hitec Products       | + 9 s           |
| 10e | Martina Fidanza   | Italie          | Ceratizit-WNT Pro Cycling | + 10 s          |

### 2eétape
Olga Zabelinskaya attaque au bout de neuf kilomètres. Son avance atteint deux minutes cinquante-deux. Le peloton gère pour la reprendre dans le dernier kilomètre. Hanna Tserakh gagne le sprint.
| \| Classement de l'étape \| Classement de l'étape \| Classement de l'étape \| Classement de l'étape \| Classement de l'étape \| \| Coureur \| Coureur \| Pays \| Équipe \| Temps \| \| --------------------- \| --------------------- \| --------------------- \| -------------------------- \| --------------------- \| \| 1re \| Hanna Tserakh \| Biélorussie \| Li Ning Star Ladies \| 3 h 18 min 11 s \| \| 2e \| Martina Fidanza \| Italie \| Ceratizit-WNT Pro Cycling \| + 0 s \| \| 3e \| Chiara Consonni \| Italie \| UAE Team ADQ \| + 0 s \| \| 4e \| Maggie Coles-Lyster \| Canada \| Israel-Premier Tech Roland \| + 0 s \| \| 5e \| Emilia Fahlin \| Suède \| FDJ-Suez \| + 0 s \| \| 6e \| Xin Tang \| Chine \| Chine \| + 0 s \| \| 7e \| Luyao Zeng \| Chine \| Chine \| + 0 s \| \| 8e \| Danique Braam \| Pays-Bas \| Duolar-Chevalmeire \| + 0 s \| \| 9e \| Georgia Baker \| Australie \| Team Jayco AlUla \| + 0 s \| \| 10e \| Anniina Ahtosalo \| Finlande \| Uno-X Pro Cycling Team \| + 0 s \| |                     |             |                            |                 |
| |                     |             |                            |                 |
| |                     |             |                            |                 |
| Classement de l'étape |                     |             |                            |                 |
| Coureur | Coureur             | Pays        | Équipe                     | Temps           |
| 1re | Hanna Tserakh       | Biélorussie | Li Ning Star Ladies        | 3 h 18 min 11 s |
| 2e | Martina Fidanza     | Italie      | Ceratizit-WNT Pro Cycling  | + 0 s           |
| 3e | Chiara Consonni     | Italie      | UAE Team ADQ               | + 0 s           |
| 4e | Maggie Coles-Lyster | Canada      | Israel-Premier Tech Roland | + 0 s           |
| 5e | Emilia Fahlin       | Suède       | FDJ-Suez                   | + 0 s           |
| 6e | Xin Tang            | Chine       | Chine                      | + 0 s           |
| 7e | Luyao Zeng          | Chine       | Chine                      | + 0 s           |
| 8e | Danique Braam       | Pays-Bas    | Duolar-Chevalmeire         | + 0 s           |
| 9e | Georgia Baker       | Australie   | Team Jayco AlUla           | + 0 s           |
| 10e | Anniina Ahtosalo    | Finlande    | Uno-X Pro Cycling Team     | + 0 s           |

| \| Classement général \| Classement général \| Classement général \| Classement général \| Classement général \| \| Coureur \| Coureur \| Pays \| Équipe \| Temps \| \| ------------------ \| ------------------ \| ------------------ \| --------------------------------------------- \| ------------------ \| \| 1re \| Hanna Tserakh \| Biélorussie \| Li Ning Star Ladies \| 5 h 52 min 47 s \| \| 2e \| Mylène de Zoete \| Pays-Bas \| Ceratizit-WNT Pro Cycling \| + 1 s \| \| 3e \| Chiara Consonni \| Italie \| UAE Team ADQ \| + 2 s \| \| 4e \| Daria Pikulik \| Pologne \| Human Powered Health \| + 4 s \| \| 5e \| Martina Fidanza \| Italie \| Ceratizit-WNT Pro Cycling \| + 5 s \| \| 6e \| Georgia Baker \| Australie \| Team Jayco AlUla \| + 5 s \| \| 7e \| Olga Zabelinskaïa \| Ouzbekistan \| Tashkent City Women Professional Cycling Team \| + 5 s \| \| 8e \| Xin Tang \| Chine \| Chine \| + 8 s \| \| 9e \| Vittoria Guazzini \| Italie \| FDJ-Suez \| + 9 s \| \| 10e \| Taisa Naskovich \| Biélorussie \| Li Ning Star Ladies \| + 9 s \| |                   |             |                                               |                 |
| |                   |             |                                               |                 |
| |                   |             |                                               |                 |
| Classement général |                   |             |                                               |                 |
| Coureur | Coureur           | Pays        | Équipe                                        | Temps           |
| 1re | Hanna Tserakh     | Biélorussie | Li Ning Star Ladies                           | 5 h 52 min 47 s |
| 2e | Mylène de Zoete   | Pays-Bas    | Ceratizit-WNT Pro Cycling                     | + 1 s           |
| 3e | Chiara Consonni   | Italie      | UAE Team ADQ                                  | + 2 s           |
| 4e | Daria Pikulik     | Pologne     | Human Powered Health                          | + 4 s           |
| 5e | Martina Fidanza   | Italie      | Ceratizit-WNT Pro Cycling                     | + 5 s           |
| 6e | Georgia Baker     | Australie   | Team Jayco AlUla                              | + 5 s           |
| 7e | Olga Zabelinskaïa | Ouzbekistan | Tashkent City Women Professional Cycling Team | + 5 s           |
| 8e | Xin Tang          | Chine       | Chine                                         | + 8 s           |
| 9e | Vittoria Guazzini | Italie      | FDJ-Suez                                      | + 9 s           |
| 10e | Taisa Naskovich   | Biélorussie | Li Ning Star Ladies                           | + 9 s           |

### 3eétape
Aucune échappée ne parvient à prendre de l'avance. Chiara Consonni est la plus rapide au sprint. Grâce aux bonifications, elle gagne le classement général.
| \| Classement de l'étape \| Classement de l'étape \| Classement de l'étape \| Classement de l'étape \| Classement de l'étape \| \| Coureur \| Coureur \| Pays \| Équipe \| Temps \| \| --------------------- \| --------------------- \| --------------------- \| -------------------------- \| --------------------- \| \| 1re \| Chiara Consonni \| Italie \| UAE Team ADQ \| 2 h 47 min 47 s \| \| 2e \| Daria Pikulik \| Pologne \| Human Powered Health \| + 0 s \| \| 3e \| Martina Fidanza \| Italie \| Ceratizit-WNT Pro Cycling \| + 0 s \| \| 4e \| Anniina Ahtosalo \| Finlande \| Uno-X Pro Cycling Team \| + 0 s \| \| 5e \| Maggie Coles-Lyster \| Canada \| Israel-Premier Tech Roland \| + 0 s \| \| 6e \| Rachele Barbieri \| Italie \| Liv Racing TeqFind \| + 0 s \| \| 7e \| Hanna Tserakh \| Biélorussie \| Li Ning Star Ladies \| + 0 s \| \| 8e \| Elena Pirrone \| Italie \| Israel-Premier Tech Roland \| + 0 s \| \| 9e \| Mylène de Zoete \| Pays-Bas \| Ceratizit-WNT Pro Cycling \| + 0 s \| \| 10e \| Luyao Zeng \| Chine \| Chine \| + 0 s \| |                     |             |                            |                 |
| |                     |             |                            |                 |
| |                     |             |                            |                 |
| Classement de l'étape |                     |             |                            |                 |
| Coureur | Coureur             | Pays        | Équipe                     | Temps           |
| 1re | Chiara Consonni     | Italie      | UAE Team ADQ               | 2 h 47 min 47 s |
| 2e | Daria Pikulik       | Pologne     | Human Powered Health       | + 0 s           |
| 3e | Martina Fidanza     | Italie      | Ceratizit-WNT Pro Cycling  | + 0 s           |
| 4e | Anniina Ahtosalo    | Finlande    | Uno-X Pro Cycling Team     | + 0 s           |
| 5e | Maggie Coles-Lyster | Canada      | Israel-Premier Tech Roland | + 0 s           |
| 6e | Rachele Barbieri    | Italie      | Liv Racing TeqFind         | + 0 s           |
| 7e | Hanna Tserakh       | Biélorussie | Li Ning Star Ladies        | + 0 s           |
| 8e | Elena Pirrone       | Italie      | Israel-Premier Tech Roland | + 0 s           |
| 9e | Mylène de Zoete     | Pays-Bas    | Ceratizit-WNT Pro Cycling  | + 0 s           |
| 10e | Luyao Zeng          | Chine       | Chine                      | + 0 s           |

## Classements finals

### Classement général final
| \| Classement général \| Classement général \| Classement général \| Classement général \| Classement général \| \| Coureuse \| Coureuse \| Pays \| Équipe \| Temps \| \| ------------------ \| ------------------- \| ------------------ \| --------------------------------------------- \| ------------------ \| \| 1re \| Chiara Consonni \| Italie \| UAE Team ADQ \| 8 h 40 min 21 s \| \| 2e \| Mylène de Zoete \| Pays-Bas \| Ceratizit-WNT Pro Cycling \| + 9 s \| \| 3e \| Daria Pikulik \| Pologne \| Human Powered Health \| + 10 s \| \| 4e \| Hanna Tserakh \| Biélorussie \| Li Ning Star Ladies \| + 13 s \| \| 5e \| Martina Fidanza \| Italie \| Ceratizit-WNT Pro Cycling \| + 14 s \| \| 6e \| Georgia Baker \| Australie \| Team Jayco AlUla \| + 18 s \| \| 7e \| Olga Zabelinskaïa \| Ouzbekistan \| Tashkent City Women Professional Cycling Team \| + 18 s \| \| 8e \| Xin Tang \| Chine \| Chine \| + 20 s \| \| 9e \| Maggie Coles-Lyster \| Canada \| Israel-Premier Tech Roland \| + 21 s \| \| 10e \| Anniina Ahtosalo \| Finlande \| Uno-X Pro Cycling Team \| + 21 s \| |                     |             |                                               |                 |
| |                     |             |                                               |                 |
| |                     |             |                                               |                 |
| Classement général |                     |             |                                               |                 |
| Coureuse | Coureuse            | Pays        | Équipe                                        | Temps           |
| 1re | Chiara Consonni     | Italie      | UAE Team ADQ                                  | 8 h 40 min 21 s |
| 2e | Mylène de Zoete     | Pays-Bas    | Ceratizit-WNT Pro Cycling                     | + 9 s           |
| 3e | Daria Pikulik       | Pologne     | Human Powered Health                          | + 10 s          |
| 4e | Hanna Tserakh       | Biélorussie | Li Ning Star Ladies                           | + 13 s          |
| 5e | Martina Fidanza     | Italie      | Ceratizit-WNT Pro Cycling                     | + 14 s          |
| 6e | Georgia Baker       | Australie   | Team Jayco AlUla                              | + 18 s          |
| 7e | Olga Zabelinskaïa   | Ouzbekistan | Tashkent City Women Professional Cycling Team | + 18 s          |
| 8e | Xin Tang            | Chine       | Chine                                         | + 20 s          |
| 9e | Maggie Coles-Lyster | Canada      | Israel-Premier Tech Roland                    | + 21 s          |
| 10e | Anniina Ahtosalo    | Finlande    | Uno-X Pro Cycling Team                        | + 21 s          |

### UCI World Tour

#### Points attribués
| Position                  | 1er | 2e  | 3e  | 4e  | 5e  | 6e  | 7e  | 8e  | 9e | 10e | 11e | 12e | 13e | 14e | 15e | 16e à 20e | 21e à 30e | 31e à 40e |  |  |
| Classement général        | 400 | 320 | 260 | 220 | 180 | 140 | 120 | 100 | 80 | 68  | 56  | 48  | 40  | 32  | 28  | 24        | 16        | 8         |  |  |
| Étapes et demi-étapes     | 50  | 40  | 30  | 25  | 20  | 18  | 15  | 10  | 8  | 6   |     |     |     |     |     |           |           |           |  |  |
| Port du maillot de leader | 8   |     |     |     |     |     |     |     |    |     |     |     |     |     |     |           |           |           |  |  |

### Classements annexes
| Classement par points | Classement par points | Classement par points | Classement par points                         | Classement par points |
| Coureuse              | Coureuse              | Pays                  | Équipe                                        | Points                |
| --------------------- | --------------------- | --------------------- | --------------------------------------------- | --------------------- |
| 1re                   | Chiara Consonni       | Italie                | UAE Team ADQ                                  | 48 pts                |
| 2e                    | Martina Fidanza       | Italie                | Ceratizit-WNT Pro Cycling                     | 28 pts                |
| 3e                    | Daria Pikulik         | Pologne               | Human Powered Health                          | 27 pts                |
| 4e                    | Mylène de Zoete       | Pays-Bas              | Ceratizit-WNT Pro Cycling                     | 24 pts                |
| 5e                    | Maggie Coles-Lyster   | Canada                | Israel-Premier Tech Roland                    | 20 pts                |
| 6e                    | Hanna Tserakh         | Biélorussie           | Li Ning Star Ladies                           | 19 pts                |
| 7e                    | Georgia Baker         | Australie             | Team Jayco AlUla                              | 14 pts                |
| 8e                    | Anniina Ahtosalo      | Finlande              | Uno-X Pro Cycling Team                        | 13 pts                |
| 9e                    | Xin Tang              | Chine                 |                                               | 11 pts                |
| 10e                   | Olga Zabelinskaïa     | Ouzbekistan           | Tashkent City Women Professional Cycling Team | 10 pts                |

| Classement par points | Classement par points | Classement par points | Classement par points                         | Classement par points |
| Coureuse              | Coureuse              | Pays                  | Équipe                                        | Points                |
| --------------------- | --------------------- | --------------------- | --------------------------------------------- | --------------------- |
| 1re                   | Chiara Consonni       | Italie                | UAE Team ADQ                                  | 48 pts                |
| 2e                    | Martina Fidanza       | Italie                | Ceratizit-WNT Pro Cycling                     | 28 pts                |
| 3e                    | Daria Pikulik         | Pologne               | Human Powered Health                          | 27 pts                |
| 4e                    | Mylène de Zoete       | Pays-Bas              | Ceratizit-WNT Pro Cycling                     | 24 pts                |
| 5e                    | Maggie Coles-Lyster   | Canada                | Israel-Premier Tech Roland                    | 20 pts                |
| 6e                    | Hanna Tserakh         | Biélorussie           | Li Ning Star Ladies                           | 19 pts                |
| 7e                    | Georgia Baker         | Australie             | Team Jayco AlUla                              | 14 pts                |
| 8e                    | Anniina Ahtosalo      | Finlande              | Uno-X Pro Cycling Team                        | 13 pts                |
| 9e                    | Xin Tang              | Chine                 |                                               | 11 pts                |
| 10e                   | Olga Zabelinskaïa     | Ouzbekistan           | Tashkent City Women Professional Cycling Team | 10 pts                |

| Classement de la montagne | Classement de la montagne | Classement de la montagne | Classement de la montagne | Classement de la montagne |
| Coureuse                  | Coureuse                  | Pays                      | Équipe                    | Points                    |
| ------------------------- | ------------------------- | ------------------------- | ------------------------- | ------------------------- |
| 1re                       | Hanna Tserakh             | Biélorussie               | Li Ning Star Ladies       | 1 pt                      |
| 2e                        | Nina Kessler              | Pays-Bas                  | Team Jayco AlUla          | 1 pt                      |
| 3e                        | Laura Tomasi              | Italie                    | UAE Team ADQ              | 1 pt                      |

| Classement de la montagne | Classement de la montagne | Classement de la montagne | Classement de la montagne | Classement de la montagne |
| Coureuse                  | Coureuse                  | Pays                      | Équipe                    | Points                    |
| ------------------------- | ------------------------- | ------------------------- | ------------------------- | ------------------------- |
| 1re                       | Hanna Tserakh             | Biélorussie               | Li Ning Star Ladies       | 1 pt                      |
| 2e                        | Nina Kessler              | Pays-Bas                  | Team Jayco AlUla          | 1 pt                      |
| 3e                        | Laura Tomasi              | Italie                    | UAE Team ADQ              | 1 pt                      |

| Classement du meilleur jeune | Classement du meilleur jeune | Classement du meilleur jeune | Classement du meilleur jeune                  | Classement du meilleur jeune |
| Coureuse                     | Coureuse                     | Pays                         | Équipe                                        | Temps                        |
| ---------------------------- | ---------------------------- | ---------------------------- | --------------------------------------------- | ---------------------------- |
| 1re                          | Xin Tang                     | Chine                        |                                               | 8 h 40 min 41 s              |
| 2e                           | Anniina Ahtosalo             | Finlande                     | Uno-X Pro Cycling Team                        | + 1 s                        |
| 3e                           | Josie Nelson                 | Royaume-Uni                  | Coop-Hitec Products                           | + 3 s                        |
| 4e                           | Gabriela Bártová             | Tchéquie                     | Team Dukla Praha                              | + 4 s                        |
| 5e                           | Barbora Němcová              | Tchéquie                     | Team Dukla Praha                              | + 4 s                        |
| 6e                           | Wilma Olausson               | Suède                        | Uno-X Pro Cycling Team                        | + 4 s                        |
| 7e                           | Sofia Karimova               | Ouzbekistan                  | Tashkent City Women Professional Cycling Team | + 4 s                        |
| 8e                           | Nela Slanikova               | Tchéquie                     | Team Dukla Praha                              | + 4 s                        |
| 9e                           | Iryna Chuzhynova             | Bannière neutre              |                                               | + 4 s                        |
| 10e                          | Yanina Kuskova               | Ouzbekistan                  | Tashkent City Women Professional Cycling Team | + 4 s                        |

| Classement du meilleur jeune | Classement du meilleur jeune | Classement du meilleur jeune | Classement du meilleur jeune                  | Classement du meilleur jeune |
| Coureuse                     | Coureuse                     | Pays                         | Équipe                                        | Temps                        |
| ---------------------------- | ---------------------------- | ---------------------------- | --------------------------------------------- | ---------------------------- |
| 1re                          | Xin Tang                     | Chine                        |                                               | 8 h 40 min 41 s              |
| 2e                           | Anniina Ahtosalo             | Finlande                     | Uno-X Pro Cycling Team                        | + 1 s                        |
| 3e                           | Josie Nelson                 | Royaume-Uni                  | Coop-Hitec Products                           | + 3 s                        |
| 4e                           | Gabriela Bártová             | Tchéquie                     | Team Dukla Praha                              | + 4 s                        |
| 5e                           | Barbora Němcová              | Tchéquie                     | Team Dukla Praha                              | + 4 s                        |
| 6e                           | Wilma Olausson               | Suède                        | Uno-X Pro Cycling Team                        | + 4 s                        |
| 7e                           | Sofia Karimova               | Ouzbekistan                  | Tashkent City Women Professional Cycling Team | + 4 s                        |
| 8e                           | Nela Slanikova               | Tchéquie                     | Team Dukla Praha                              | + 4 s                        |
| 9e                           | Iryna Chuzhynova             | Bannière neutre              |                                               | + 4 s                        |
| 10e                          | Yanina Kuskova               | Ouzbekistan                  | Tashkent City Women Professional Cycling Team | + 4 s                        |

## Évolution des classements
| Étape              |                    | Vainqueur _     | Classement général | Classement par points | Meilleure grimpeuse _ | Meilleure jeune _ |
| ------------------ | ------------------ | --------------- | ------------------ | --------------------- | --------------------- | ----------------- |
| 1re étape          | étape de plaine    | Mylène de Zoete | Mylène de Zoete    | Mylène de Zoete       | Nina Kessler          | Xin Tang          |
| 2e étape           | étape de plaine    | Hanna Tserakh   | Hanna Tserakh      | Chiara Consonni       | Nina Kessler          | Xin Tang          |
| 3e étape           | étape de plaine    | Chiara Consonni | Chiara Consonni    | Chiara Consonni       | Hanna Tserakh         | Xin Tang          |
| Classements finals | Classements finals |                 | Chiara Consonni    | Chiara Consonni       | Hanna Tserakh         | Xin Tang          |

## Liste des participantes
| Légende                             | Légende                                                                                              | Légende                                | Légende |
| ----------------------------------- | --- | -------------------------------------- | --- |
| Num                                 | Dossard de départ porté par la coureuse sur ce Tour de l'île de Chongming                            | Pos                                    | Position finale au classement général                                                                         |
| Leader du classement général        | Indique la vainqueur du classement général                                                           | Leader du classement par points        | Indique la vainqueur du classement par points                                                                 |
| Leader du classement de la montagne | Indique la vainqueur du classement de la montagne                                                    | Leader du classement du meilleur jeune | Indique la vainqueur du classement de la meilleure jeune                                                      |
|                                     | Indique la vainqueur du classement de la meilleure Asie                                              |                                        | Indique un maillot de champion national ou mondial, suivi de sa spécialité                                    |
| #                                   | Indique la meilleure équipe                                                                          | NP                                     | Indique une coureuse qui n'a pas pris le départ d'une étape, suivi du numéro de l'étape où elle s'est retirée |
| AB                                  | Indique une coureuse qui n'a pas terminé une étape, suivi du numéro de l'étape où elle s'est retirée | HD                                     | Indique un coureuse qui a terminé une étape hors des délais, suivi du numéro de l'étape                       |
| DSQ                                 | Indique un coureur qui a été disqualifié de la course, suivi du numéro de l'étape                    | *                                      | Indique un coureuse en lice pour le classement de la meilleure jeune (coureuses nées après le )               |

| FDJ-Suez FST | FDJ-Suez FST                | FDJ-Suez FST |
| ------------ | --------------------------- | ------------ |
| Num          | Coureuse                    | Pos          |
| 1            | Stine Borgli (NOR)          | 72e          |
| 2            | Eugénie Duval (FRA)         | 19e          |
| 3            | Emilia Fahlin (SWE) (route) | 22e          |
| 4            | Victorie Guilman (FRA)      | 63e          |
| 5            | Vittoria Guazzini (ITA)     | 11e          |

| UAE Team ADQ UAD | UAE Team ADQ UAD          | UAE Team ADQ UAD |
| ---------------- | ------------------------- | ---------------- |
| Num              | Coureuse                  | Pos              |
| 11               | Chiara Consonni (ITA)     | 1re              |
| 12               | Eleonora Gasparrini (ITA) | 52e              |
| 13               | Laura Tomasi (ITA)        | 68e              |
| 14               | Karolina Kumięga (POL)    | 62e              |
| 15               | Elizabeth Holden (GBR)    | 87e              |
| 16               | Safia Al Sayegh (UAE)     | 34e              |

| Ceratizit-WNT Pro Cycling WNT | Ceratizit-WNT Pro Cycling WNT | Ceratizit-WNT Pro Cycling WNT |
| ----------------------------- | ----------------------------- | ----------------------------- |
| Num                           | Coureuse                      | Pos                           |
| 21                            | Mylène de Zoete (NED)         | 2e                            |
| 22                            | Lana Eberle (GER)             | 56e                           |
| 23                            | Martina Fidanza (ITA)         | 5e                            |
| 24                            | Laura Asencio (FRA)           | 84e                           |
| 25                            | Marta Lach (POL)              | 53e                           |

| Uno-X Pro Cycling Team UXT | Uno-X Pro Cycling Team UXT     | Uno-X Pro Cycling Team UXT |
| -------------------------- | ------------------------------ | -------------------------- |
| Num                        | Coureuse                       | Pos                        |
| 31                         | Anniina Ahtosalo (FIN) (route) | 10e                        |
| 32                         | Marte Berg Edseth (NOR)        | 59e                        |
| 33                         | Rebecca Koerner (DEN) (route)  | 33e                        |
| 34                         | Anouska Koster (NED)           | 58e                        |
| 36                         | Wilma Olausson (SWE)           | 25e                        |

| Israel-Premier Tech Roland CGS | Israel-Premier Tech Roland CGS | Israel-Premier Tech Roland CGS |
| ------------------------------ | ------------------------------ | ------------------------------ |
| Num                            | Coureuse                       | Pos                            |
| 41                             | Tamara Dronova (RUS) (route)   | 17e                            |
| 42                             | Maggie Coles-Lyster (CAN)      | 9e                             |
| 43                             | Elena Pirrone (ITA)            | 35e                            |
| 44                             | Alice Sharpe (IRL)             | 39e                            |
| 45                             | Mia Griffin (IRL)              | 46e                            |
| 46                             | Nguyễn Thị Thật (VIE) (route)  | 69e                            |

| Team Jayco AlUla BEX | Team Jayco AlUla BEX      | Team Jayco AlUla BEX |
| -------------------- | ------------------------- | -------------------- |
| Num                  | Coureuse                  | Pos                  |
| 51                   | Georgia Baker (AUS)       | 6e                   |
| 52                   | Ingvild Gåskjenn (NOR)    | 80e                  |
| 53                   | Nina Kessler (NED)        | 43e                  |
| 55                   | Jessica Allen (AUS)       | 90e                  |
| 56                   | Wei Shi Chelsie Tan (SGP) | 93e                  |

| Human Powered Health HPW | Human Powered Health HPW      | Human Powered Health HPW |
| ------------------------ | ----------------------------- | ------------------------ |
| Num                      | Coureuse                      | Pos                      |
| 61                       | Barbara Malcotti (ITA)        | 94e                      |
| 62                       | Daria Pikulik (POL)           | 3e                       |
| 63                       | Marit Raaijmakers (NED)       | 92e                      |
| 65                       | Marjolein van 't Geloof (NED) | 79e                      |
| 66                       | Eri Yonamine (JPN) (route)    | 67e                      |

| Liv Racing TeqFind LIV | Liv Racing TeqFind LIV | Liv Racing TeqFind LIV |
| ---------------------- | ---------------------- | ---------------------- |
| Num                    | Coureuse               | Pos                    |
| 71                     | Rachele Barbieri (ITA) | 16e                    |
| 73                     | Eva Buurman (NED)      | 40e                    |
| 74                     | Jeanne Korevaar (NED)  | AB                     |
| 75                     | Silke Smulders (NED)   | 47e                    |
| 76                     | Marta Jaskulska (POL)  | 28e                    |

| Coop-Hitec Products HPU | Coop-Hitec Products HPU | Coop-Hitec Products HPU |
| ----------------------- | ----------------------- | ----------------------- |
| Num                     | Coureuse                | Pos                     |
| 81                      | Emma Boogaard (NED)     | 36e                     |
| 82                      | Georgia Danford (AUS)   | 24e                     |
| 83                      | Lucie Jounier (FRA)     | 49e                     |
| 84                      | Tiril Jørgensen (NOR)   | 13e                     |
| 85                      | Mari Hole Mohr (NOR)    | 45e                     |
| 86                      | Josie Nelson (GBR)      | 14e                     |

| Ara-Skip Capital ARA | Ara-Skip Capital ARA         | Ara-Skip Capital ARA |
| -------------------- | ---------------------------- | -------------------- |
| Num                  | Coureuse                     | Pos                  |
| 91                   | Georgia Whitehouse (AUS)     | 60e                  |
| 92                   | Rachael Wales (AUS)          | 85e                  |
| 93                   | Alisha Wells (AUS)           | 37e                  |
| 94                   | Sophie Edwards (AUS) (route) | 91e                  |
| 95                   | Sophie Marr (AUS)            | 61e                  |
| 96                   | Lucinda Stewart (AUS)        | 41e                  |

| Duolar-Chevalmeire DCH | Duolar-Chevalmeire DCH | Duolar-Chevalmeire DCH |
| ---------------------- | ---------------------- | ---------------------- |
| Num                    | Coureuse               | Pos                    |
| 101                    | Minke Bakker (NED)     | 18e                    |
| 102                    | Nathalie Bex (BEL)     | 51e                    |
| 103                    | Danique Braam (NED)    | 20e                    |
| 104                    | Malin Eriksen (NOR)    | 42e                    |
| 105                    | Tara Gins (BEL)        | 78e                    |
| 106                    | Antonia Gröndahl (FIN) | 65e                    |

| Tashkent City Women Professional Cycling Team TCW | Tashkent City Women Professional Cycling Team TCW | Tashkent City Women Professional Cycling Team TCW |
| ------------------------------------------------- | ------------------------------------------------- | ------------------------------------------------- |
| Num                                               | Coureuse                                          | Pos                                               |
| 112                                               | Sofia Karimova (UZB)                              | 26e                                               |
| 114                                               | Nafosat Kozieva (UZB)                             | 81e                                               |
| 115                                               | Yanina Kuskova (UZB)                              | 30e                                               |
| 116                                               | Olga Zabelinskaïa (UZB)                           | 7e                                                |

| Chine CHN | Chine CHN          | Chine CHN |
| --------- | ------------------ | --------- |
| Num       | Coureuse           | Pos       |
| 121       | Chang Yue          | 86e       |
| 122       | Xin Tang           | 8e        |
| 123       | Siqi Guan          | 83e       |
| 124       | Sun Jiajun         | AB        |
| 125       | Luyao Zeng (route) | 15e       |

| Team Dukla Praha TDP | Team Dukla Praha TDP   | Team Dukla Praha TDP |
| -------------------- | ---------------------- | -------------------- |
| Num                  | Coureuse               | Pos                  |
| 131                  | Barbora Němcová (CZE)  | 23e                  |
| 132                  | Gabriela Bártová (CZE) | 21e                  |
| 133                  | Nela Slanikova (CZE)   | 27e                  |

| Sans équipe ___ | Sans équipe ___         | Sans équipe ___ |
| --------------- | ----------------------- | --------------- |
| Num             | Coureuse                | Pos             |
| 134             | Nicole Hartychova (CZE) | 54e             |

| Team Dukla Praha TDP | Team Dukla Praha TDP            | Team Dukla Praha TDP |
| -------------------- | ------------------------------- | -------------------- |
| Num                  | Coureuse                        | Pos                  |
| 135                  | Jarmila Machačová (CZE) (route) | 74e                  |
| 136                  | Katerina Kohoutková (CZE)       | 71e                  |

| Hong Kong HKG | Hong Kong HKG  | Hong Kong HKG |
| ------------- | -------------- | ------------- |
| Num           | Coureuse       | Pos           |
| 141           | Sze-wing Lee   | 31e           |
| 142           | Yang Qianyu    | 76e           |
| 143           | Leung Bo Yee   | 66e           |
| 144           | Wing Yee Leung | 44e           |
| 145           | Pang Yao       | 75e           |

| China Liv Pro Cycling GPC | China Liv Pro Cycling GPC | China Liv Pro Cycling GPC |
| ------------------------- | ------------------------- | ------------------------- |
| Num                       | Coureuse                  | Pos                       |
| 151                       | Cui Yuhang (CHN)          | 57e                       |
| 152                       | Ning Chen (CHN)           | 70e                       |
| 153                       | Feng Lin (CHN)            | 38e                       |
| 154                       | Siying Lu (CHN)           | 89e                       |
| 155                       | Jiaxi Xiao (CHN)          | 48e                       |
| 156                       | Haidi Yuan (CHN)          | 64e                       |

| Hebei Women Continental Team HEC | Hebei Women Continental Team HEC | Hebei Women Continental Team HEC |
| -------------------------------- | -------------------------------- | -------------------------------- |
| Num                              | Coureuse                         | Pos                              |
| 161                              | Lijie Pei (CHN)                  | 88e                              |
| 162                              | Yifan Zhang (CHN)                | 55e                              |
| 163                              | Tingting Wang (CHN)              | 77e                              |
| 164                              | Qingyi Guo (CHN)                 | 73e                              |

| Li Ning Star Ladies ___ | Li Ning Star Ladies ___ | Li Ning Star Ladies ___ |
| ----------------------- | ----------------------- | ----------------------- |
| Num                     | Coureuse                | Pos                     |
| 171                     | Hanna Tserakh (route)   | 4e                      |
| 172                     | Gulnaz Khatuntseva      | 50e                     |
| 173                     | Iryna Chuyankova        | 29e                     |
| 174                     | Qiao Kang (CHN)         | 32e                     |
| 175                     | Yanan Sun (CHN)         | 82e                     |
| 176                     | Taisa Naskovich         | 12e                     |

| FDJ-Suez FST | FDJ-Suez FST                | FDJ-Suez FST |
| ------------ | --------------------------- | ------------ |
| Num          | Coureuse                    | Pos          |
| 1            | Stine Borgli (NOR)          | 72e          |
| 2            | Eugénie Duval (FRA)         | 19e          |
| 3            | Emilia Fahlin (SWE) (route) | 22e          |
| 4            | Victorie Guilman (FRA)      | 63e          |
| 5            | Vittoria Guazzini (ITA)     | 11e          |

| UAE Team ADQ UAD | UAE Team ADQ UAD          | UAE Team ADQ UAD |
| ---------------- | ------------------------- | ---------------- |
| Num              | Coureuse                  | Pos              |
| 11               | Chiara Consonni (ITA)     | 1re              |
| 12               | Eleonora Gasparrini (ITA) | 52e              |
| 13               | Laura Tomasi (ITA)        | 68e              |
| 14               | Karolina Kumięga (POL)    | 62e              |
| 15               | Elizabeth Holden (GBR)    | 87e              |
| 16               | Safia Al Sayegh (UAE)     | 34e              |

| Ceratizit-WNT Pro Cycling WNT | Ceratizit-WNT Pro Cycling WNT | Ceratizit-WNT Pro Cycling WNT |
| ----------------------------- | ----------------------------- | ----------------------------- |
| Num                           | Coureuse                      | Pos                           |
| 21                            | Mylène de Zoete (NED)         | 2e                            |
| 22                            | Lana Eberle (GER)             | 56e                           |
| 23                            | Martina Fidanza (ITA)         | 5e                            |
| 24                            | Laura Asencio (FRA)           | 84e                           |
| 25                            | Marta Lach (POL)              | 53e                           |

| Uno-X Pro Cycling Team UXT | Uno-X Pro Cycling Team UXT     | Uno-X Pro Cycling Team UXT |
| -------------------------- | ------------------------------ | -------------------------- |
| Num                        | Coureuse                       | Pos                        |
| 31                         | Anniina Ahtosalo (FIN) (route) | 10e                        |
| 32                         | Marte Berg Edseth (NOR)        | 59e                        |
| 33                         | Rebecca Koerner (DEN) (route)  | 33e                        |
| 34                         | Anouska Koster (NED)           | 58e                        |
| 36                         | Wilma Olausson (SWE)           | 25e                        |

| Israel-Premier Tech Roland CGS | Israel-Premier Tech Roland CGS | Israel-Premier Tech Roland CGS |
| ------------------------------ | ------------------------------ | ------------------------------ |
| Num                            | Coureuse                       | Pos                            |
| 41                             | Tamara Dronova (RUS) (route)   | 17e                            |
| 42                             | Maggie Coles-Lyster (CAN)      | 9e                             |
| 43                             | Elena Pirrone (ITA)            | 35e                            |
| 44                             | Alice Sharpe (IRL)             | 39e                            |
| 45                             | Mia Griffin (IRL)              | 46e                            |
| 46                             | Nguyễn Thị Thật (VIE) (route)  | 69e                            |

| Team Jayco AlUla BEX | Team Jayco AlUla BEX      | Team Jayco AlUla BEX |
| -------------------- | ------------------------- | -------------------- |
| Num                  | Coureuse                  | Pos                  |
| 51                   | Georgia Baker (AUS)       | 6e                   |
| 52                   | Ingvild Gåskjenn (NOR)    | 80e                  |
| 53                   | Nina Kessler (NED)        | 43e                  |
| 55                   | Jessica Allen (AUS)       | 90e                  |
| 56                   | Wei Shi Chelsie Tan (SGP) | 93e                  |

| Human Powered Health HPW | Human Powered Health HPW      | Human Powered Health HPW |
| ------------------------ | ----------------------------- | ------------------------ |
| Num                      | Coureuse                      | Pos                      |
| 61                       | Barbara Malcotti (ITA)        | 94e                      |
| 62                       | Daria Pikulik (POL)           | 3e                       |
| 63                       | Marit Raaijmakers (NED)       | 92e                      |
| 65                       | Marjolein van 't Geloof (NED) | 79e                      |
| 66                       | Eri Yonamine (JPN) (route)    | 67e                      |

| Liv Racing TeqFind LIV | Liv Racing TeqFind LIV | Liv Racing TeqFind LIV |
| ---------------------- | ---------------------- | ---------------------- |
| Num                    | Coureuse               | Pos                    |
| 71                     | Rachele Barbieri (ITA) | 16e                    |
| 73                     | Eva Buurman (NED)      | 40e                    |
| 74                     | Jeanne Korevaar (NED)  | AB                     |
| 75                     | Silke Smulders (NED)   | 47e                    |
| 76                     | Marta Jaskulska (POL)  | 28e                    |

| Coop-Hitec Products HPU | Coop-Hitec Products HPU | Coop-Hitec Products HPU |
| ----------------------- | ----------------------- | ----------------------- |
| Num                     | Coureuse                | Pos                     |
| 81                      | Emma Boogaard (NED)     | 36e                     |
| 82                      | Georgia Danford (AUS)   | 24e                     |
| 83                      | Lucie Jounier (FRA)     | 49e                     |
| 84                      | Tiril Jørgensen (NOR)   | 13e                     |
| 85                      | Mari Hole Mohr (NOR)    | 45e                     |
| 86                      | Josie Nelson (GBR)      | 14e                     |

| Ara-Skip Capital ARA | Ara-Skip Capital ARA         | Ara-Skip Capital ARA |
| -------------------- | ---------------------------- | -------------------- |
| Num                  | Coureuse                     | Pos                  |
| 91                   | Georgia Whitehouse (AUS)     | 60e                  |
| 92                   | Rachael Wales (AUS)          | 85e                  |
| 93                   | Alisha Wells (AUS)           | 37e                  |
| 94                   | Sophie Edwards (AUS) (route) | 91e                  |
| 95                   | Sophie Marr (AUS)            | 61e                  |
| 96                   | Lucinda Stewart (AUS)        | 41e                  |

| Duolar-Chevalmeire DCH | Duolar-Chevalmeire DCH | Duolar-Chevalmeire DCH |
| ---------------------- | ---------------------- | ---------------------- |
| Num                    | Coureuse               | Pos                    |
| 101                    | Minke Bakker (NED)     | 18e                    |
| 102                    | Nathalie Bex (BEL)     | 51e                    |
| 103                    | Danique Braam (NED)    | 20e                    |
| 104                    | Malin Eriksen (NOR)    | 42e                    |
| 105                    | Tara Gins (BEL)        | 78e                    |
| 106                    | Antonia Gröndahl (FIN) | 65e                    |

| Tashkent City Women Professional Cycling Team TCW | Tashkent City Women Professional Cycling Team TCW | Tashkent City Women Professional Cycling Team TCW |
| ------------------------------------------------- | ------------------------------------------------- | ------------------------------------------------- |
| Num                                               | Coureuse                                          | Pos                                               |
| 112                                               | Sofia Karimova (UZB)                              | 26e                                               |
| 114                                               | Nafosat Kozieva (UZB)                             | 81e                                               |
| 115                                               | Yanina Kuskova (UZB)                              | 30e                                               |
| 116                                               | Olga Zabelinskaïa (UZB)                           | 7e                                                |

| Chine CHN | Chine CHN          | Chine CHN |
| --------- | ------------------ | --------- |
| Num       | Coureuse           | Pos       |
| 121       | Chang Yue          | 86e       |
| 122       | Xin Tang           | 8e        |
| 123       | Siqi Guan          | 83e       |
| 124       | Sun Jiajun         | AB        |
| 125       | Luyao Zeng (route) | 15e       |

| Team Dukla Praha TDP | Team Dukla Praha TDP   | Team Dukla Praha TDP |
| -------------------- | ---------------------- | -------------------- |
| Num                  | Coureuse               | Pos                  |
| 131                  | Barbora Němcová (CZE)  | 23e                  |
| 132                  | Gabriela Bártová (CZE) | 21e                  |
| 133                  | Nela Slanikova (CZE)   | 27e                  |

| Sans équipe ___ | Sans équipe ___         | Sans équipe ___ |
| --------------- | ----------------------- | --------------- |
| Num             | Coureuse                | Pos             |
| 134             | Nicole Hartychova (CZE) | 54e             |

| Team Dukla Praha TDP | Team Dukla Praha TDP            | Team Dukla Praha TDP |
| -------------------- | ------------------------------- | -------------------- |
| Num                  | Coureuse                        | Pos                  |
| 135                  | Jarmila Machačová (CZE) (route) | 74e                  |
| 136                  | Katerina Kohoutková (CZE)       | 71e                  |

| Hong Kong HKG | Hong Kong HKG  | Hong Kong HKG |
| ------------- | -------------- | ------------- |
| Num           | Coureuse       | Pos           |
| 141           | Sze-wing Lee   | 31e           |
| 142           | Yang Qianyu    | 76e           |
| 143           | Leung Bo Yee   | 66e           |
| 144           | Wing Yee Leung | 44e           |
| 145           | Pang Yao       | 75e           |

| China Liv Pro Cycling GPC | China Liv Pro Cycling GPC | China Liv Pro Cycling GPC |
| ------------------------- | ------------------------- | ------------------------- |
| Num                       | Coureuse                  | Pos                       |
| 151                       | Cui Yuhang (CHN)          | 57e                       |
| 152                       | Ning Chen (CHN)           | 70e                       |
| 153                       | Feng Lin (CHN)            | 38e                       |
| 154                       | Siying Lu (CHN)           | 89e                       |
| 155                       | Jiaxi Xiao (CHN)          | 48e                       |
| 156                       | Haidi Yuan (CHN)          | 64e                       |

| Hebei Women Continental Team HEC | Hebei Women Continental Team HEC | Hebei Women Continental Team HEC |
| -------------------------------- | -------------------------------- | -------------------------------- |
| Num                              | Coureuse                         | Pos                              |
| 161                              | Lijie Pei (CHN)                  | 88e                              |
| 162                              | Yifan Zhang (CHN)                | 55e                              |
| 163                              | Tingting Wang (CHN)              | 77e                              |
| 164                              | Qingyi Guo (CHN)                 | 73e                              |

| Li Ning Star Ladies ___ | Li Ning Star Ladies ___ | Li Ning Star Ladies ___ |
| ----------------------- | ----------------------- | ----------------------- |
| Num                     | Coureuse                | Pos                     |
| 171                     | Hanna Tserakh (route)   | 4e                      |
| 172                     | Gulnaz Khatuntseva      | 50e                     |
| 173                     | Iryna Chuyankova        | 29e                     |
| 174                     | Qiao Kang (CHN)         | 32e                     |
| 175                     | Yanan Sun (CHN)         | 82e                     |
| 176                     | Taisa Naskovich         | 12e                     |